# Nazionale maschile di pallacanestro di Macao
La nazionale di pallacanestro di Macao è la rappresentativa cestistica di Macao ed è posta sotto l'egida della Federazione cestistica di Macao.

## Piazzamenti

### Campionati asiatici
- 1983 - 15°
- 1985 - 15°

### Giochi asiatici
- 2006 - 13°

## Nazionali giovanili
- Nazionale Under-18
- Nazionale Under-16